# Salone di Venere (Versailles)
Il Salone di Venere (in francese: Salon de Vénus) è una stanza del Grand appartement du roi nella Reggia di Versailles. Dedicata alla dea Venere, serviva come sala di ricevimento all'epoca di Luigi XIV e come uscita verso lo Scalone degli Ambasciatori.

## Storia
Col Salone di Diana col quale faceva coppia, il salone di Venere era una sala di servizio per accedere allo Scalone degli Ambasciatori sino alla distruzione di quest'ultimo nel 1752. I due saloni svolgevano la funzione di vestibolo per i grand appartement du roi che avevano inizio dal Salone di Marte (salle des gardes). Per la sua collocazione, il salone di Venere era utilizzato per i banchetti di stato.
Il salone aveva la caratteristica di essere pavimentato di marmi di differenti colori di cui sono dominanti il rosso e il verde, poi rimpiazzati con un parquet.

## Decorazione
Le decorazioni della stanza riprendono le linee dello stile romano di moda negli anni '70 del XVII secolo, con abbondanza di marmi policromi ed ornamenti antichi come colonne ioniche, nicchie e bronzi dorati. Inoltre, all'interno di ogni stanza si possono ritrovare abbellimenti in stile barocco, che riprendono i particolari cattolici ideati dalla Chiesa in precedenza della rivoluzione francese.
Il soffitto è contraddistinto da un grande affresco di René-Antoine Houasse raffigurante: Venere assoggetta alla propria volontà le divinità e le persone, affiancato da due cammei che completano la composizione che celebrano alcuni famosi rapimenti d'amore mitologici: Anfitrite rapita da un delfino (est) ed Europa rapita da un toro (ovest).

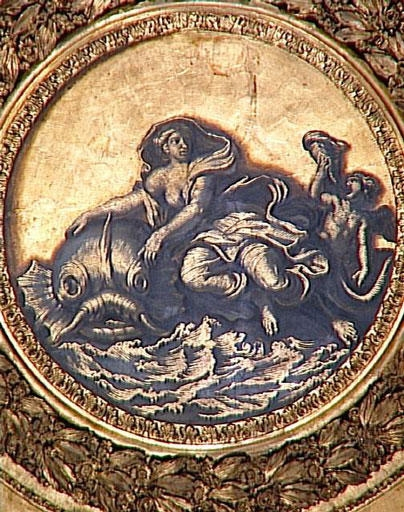
Anfitrite rapita da un delfino
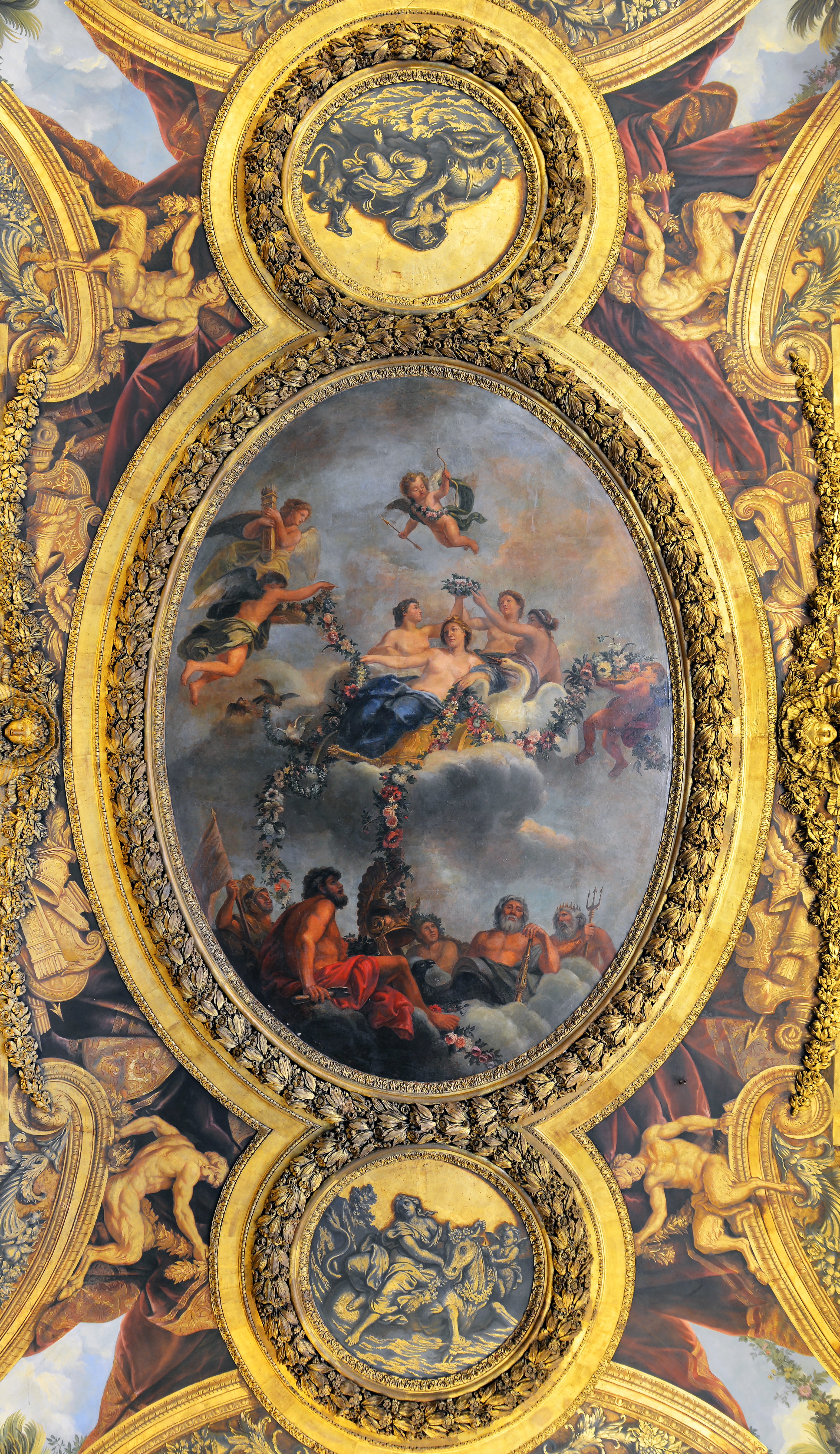
Plafond central: Venere assoggetta alla propria volontà le divinità e le persone
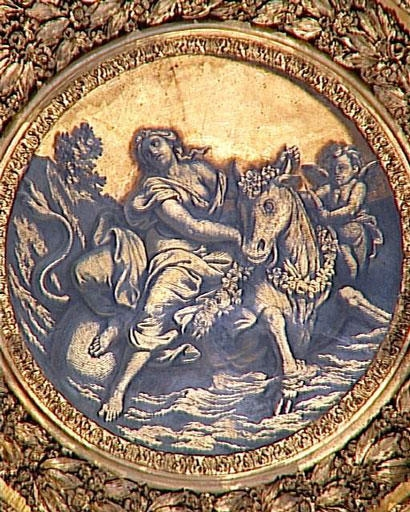
Europa rapita da un toro

Le lunette riportano altre storie derivate dalla mitologia antica che rappresentano delle allusioni al regno di Luigi XIV:
- lunetta est: Augusto presiede ai giochi del circo, evocazione del grand carrousel del 1662.
- lunetta sud: Nabuccodonosor e Semiramide fanno realizzare i giardini di Babilonia, allusione alla creazione dei giardini di Versailles.
- lunetta ouest: Alessandro sposa Rossane, allegoria del matrimonio del re con l'infanta Maria Teresa di Spagna.
- lunetta nord: Ciro si arma per soccorrere una principessa, evocazione della Guerra di Devoluzione condotta in nome della riscossione dell'eredità della principessa Maria Teresa nei Paesi Bassi.

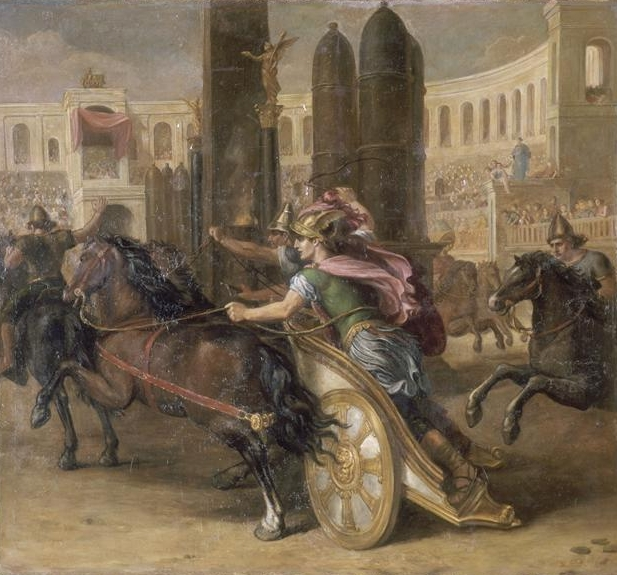
Lunetta est : Augusto presiede ai giochi del circo
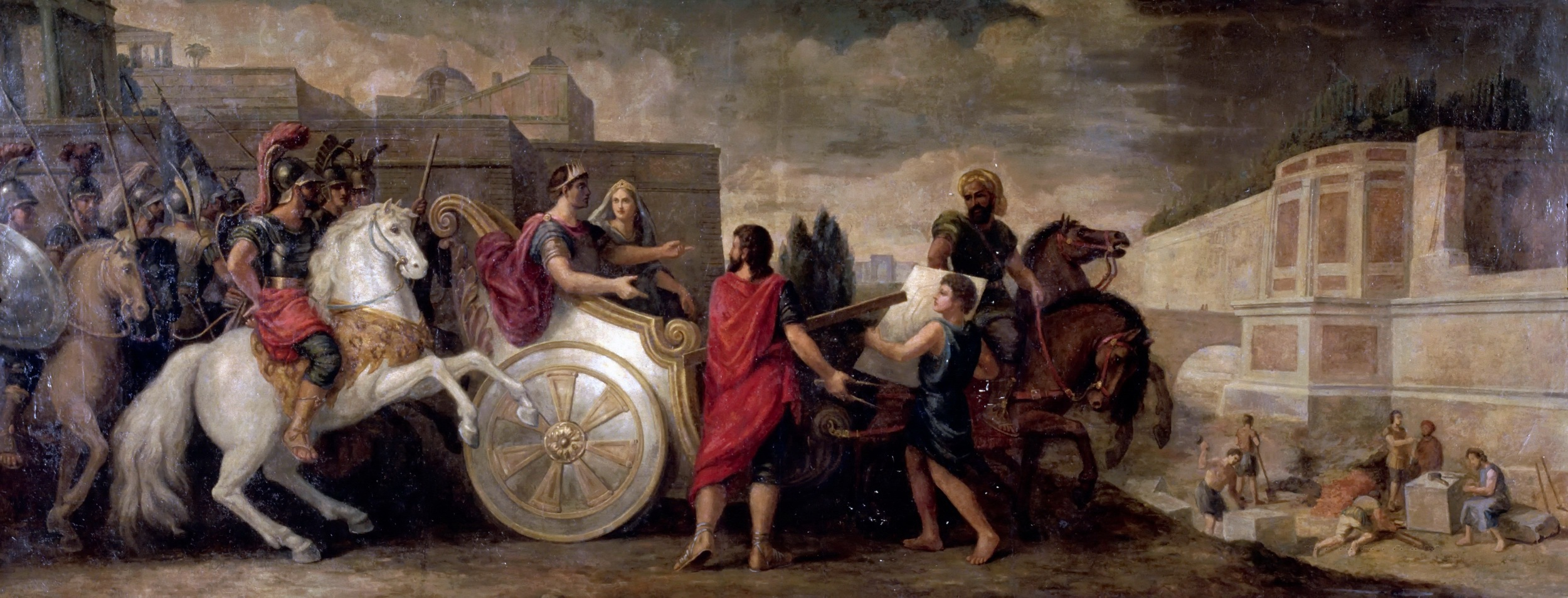
Lunetta sud : Nabuccodonosor e Semiramide fanno realizzare i giardini di Babilonia
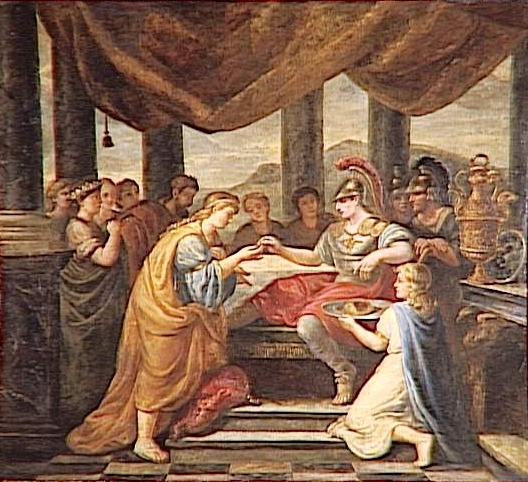
Lunetta ovest : Alessandro sposa Rossane
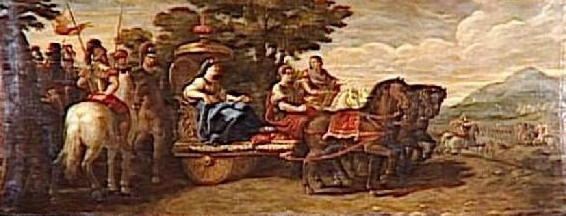
Lunetta nord : Ciro si arma per soccorrere una principessa

Altri cammei presenti nelle decorazioni illustrano altre storie:
- lunetta est : Pan e Siringa.
- lunetta sud : Nettuno e Coronide e Saturno e Cibele.
- lunetta ovest : Apollo e Dafne
- lunetta nord : Boreo e Orizia e Plutone Proserpina.

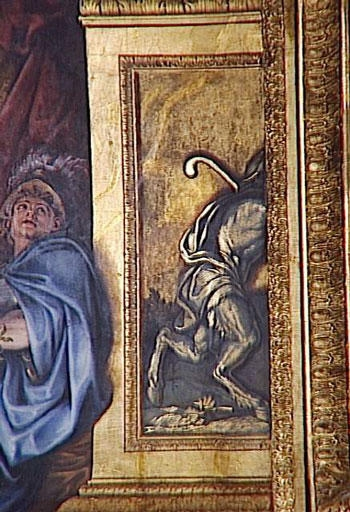
Pan e Siringa (parte sinistra)
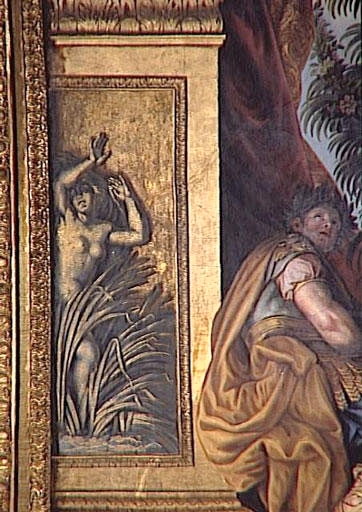
Pan e Siringa (parte destra)
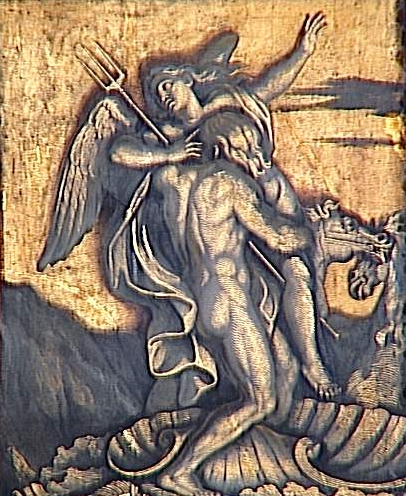
Nettuno e Coronide
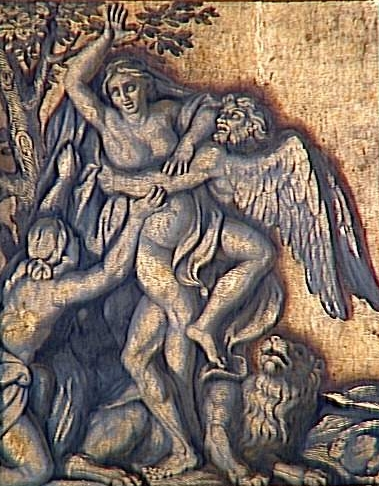
Saturno e Cibele
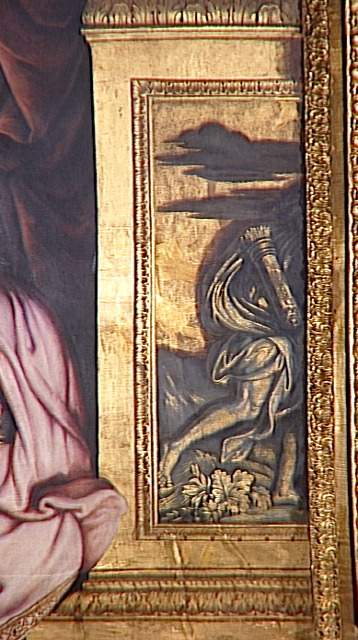
Apollo e Dafne (parte sinistra)
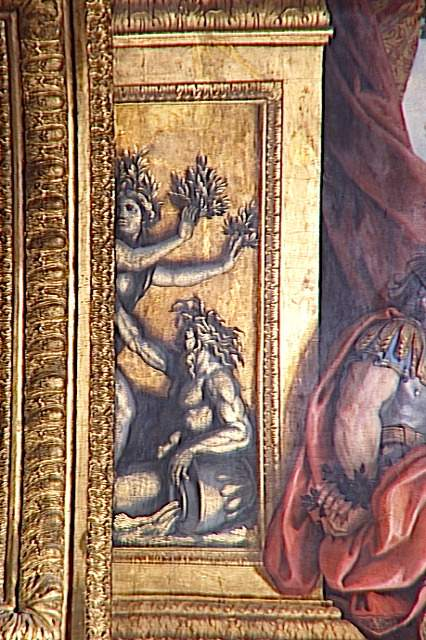
Apollo e Dafne (parte destra)
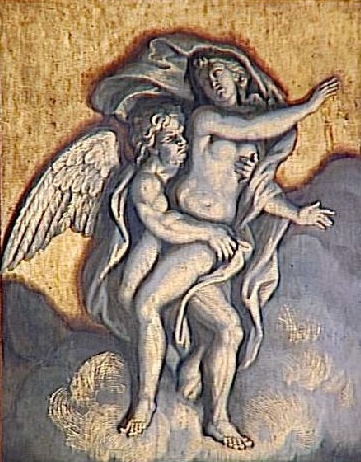
Boreo e Orizia

Agli angoli vi sono altre coppie celebri della mitologia e della storia antica:
- angolo sud-est : Antonio e Cleopatra.
- angolo sud-ovest : Teseo e Arianna.
- angolo nord-ovest : Tito e Berenice.
- angolo nord-est : Giasone e Medea.

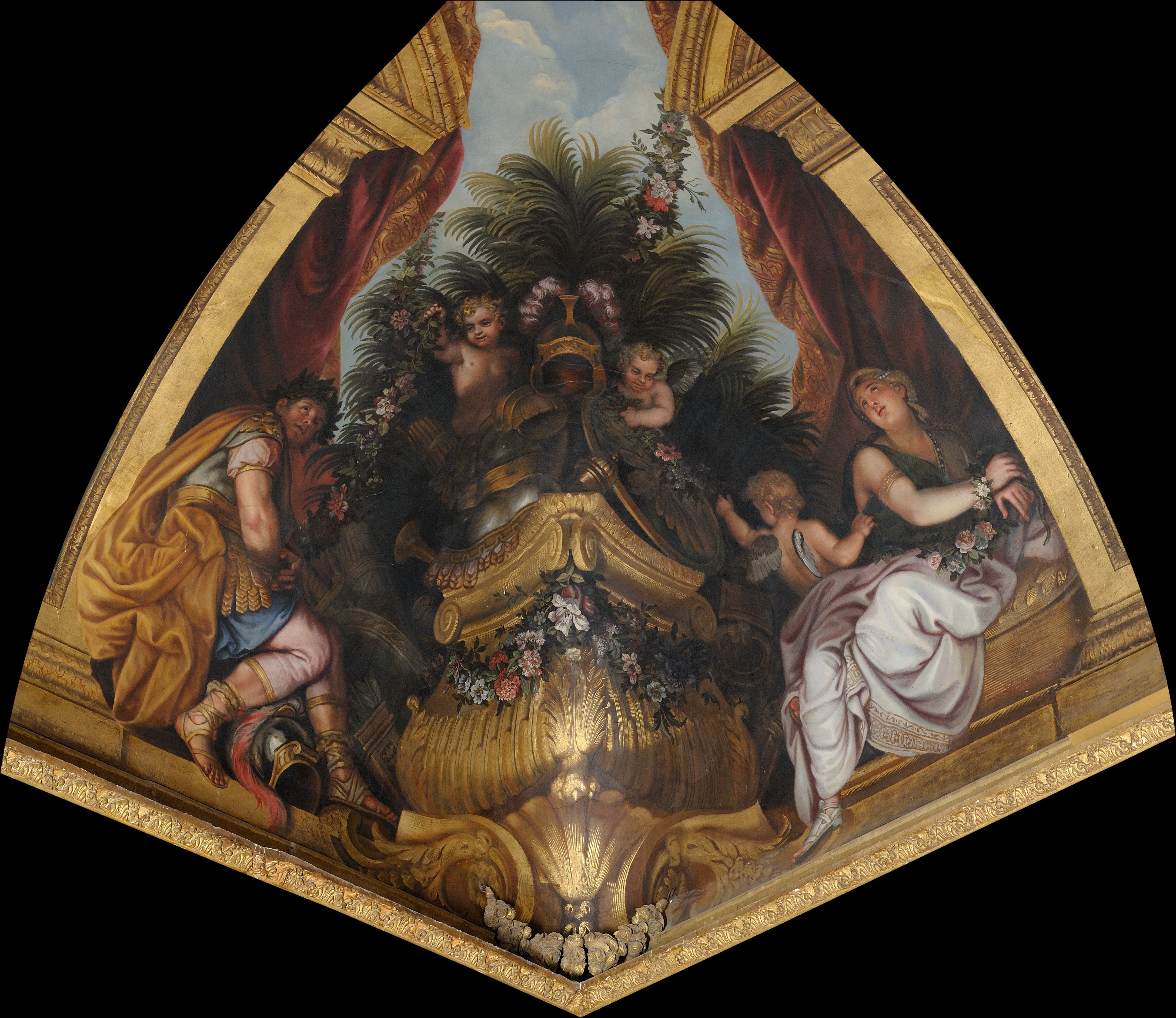
Antonio e Cleopatra
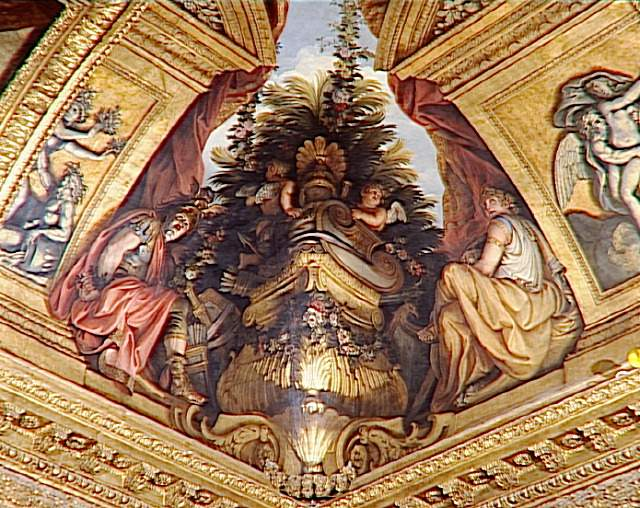
Teseo e Arianna
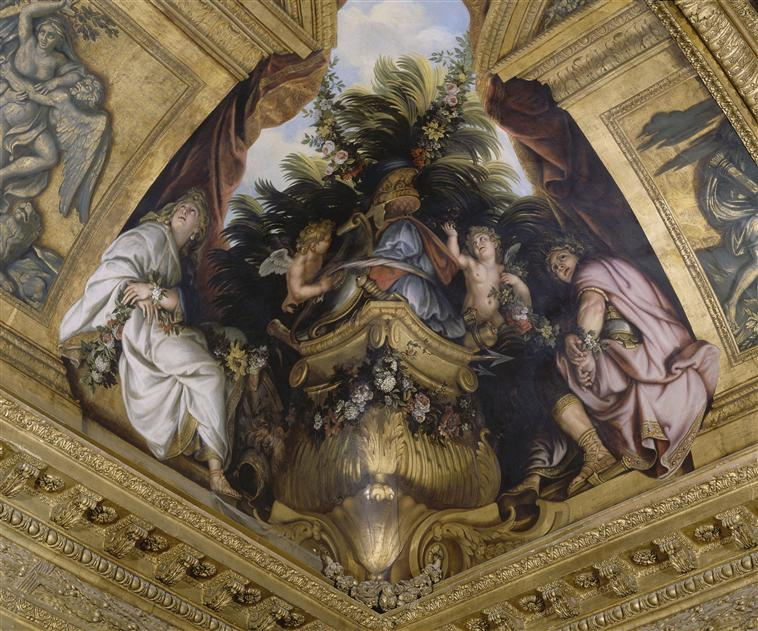
Tito e Berenice
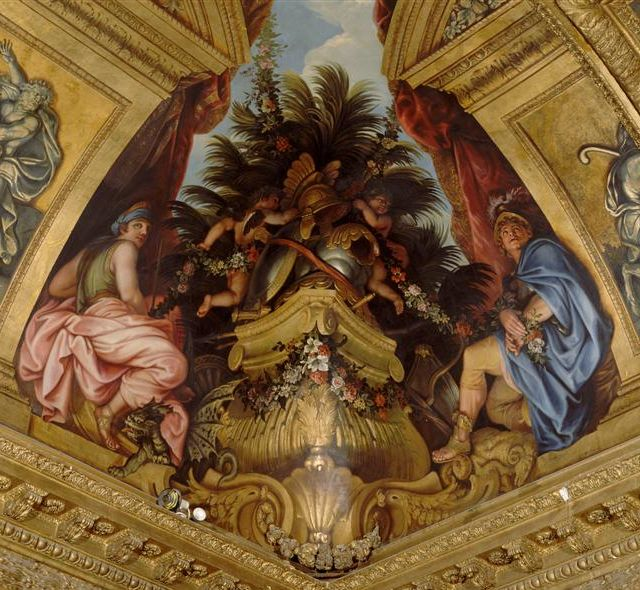
Giasone e Medea

I muri a est ed a ovest offrono ciascuno una vasta composizione a trompe-l'œil di Jacques Rousseau che rappresenta prospettive di colonnati ionici e finte arcate.
Tra le finestre si trovano due statue all'antica rappresentanti Meleagro e Atlante sempre di Rousseau, eseguite tra il 1679 ed il 1680.

## La statua diLuigi XIV come imperatore romano
Nella nicchia centrale del salone, al centro del muro a sud, si trova una statua raffigurante Luigi XIV come imperatore romano dello scultore Jean Varin, posta nel 1682 e rimpiazzata nel 1687 da una statua antica di Cincinnato. Quando quest'ultima venne trasportata al Louvre durante la Rivoluzione, la statua di Luigi XIV riprese la sua posizione originaria.